# Schelpenkade

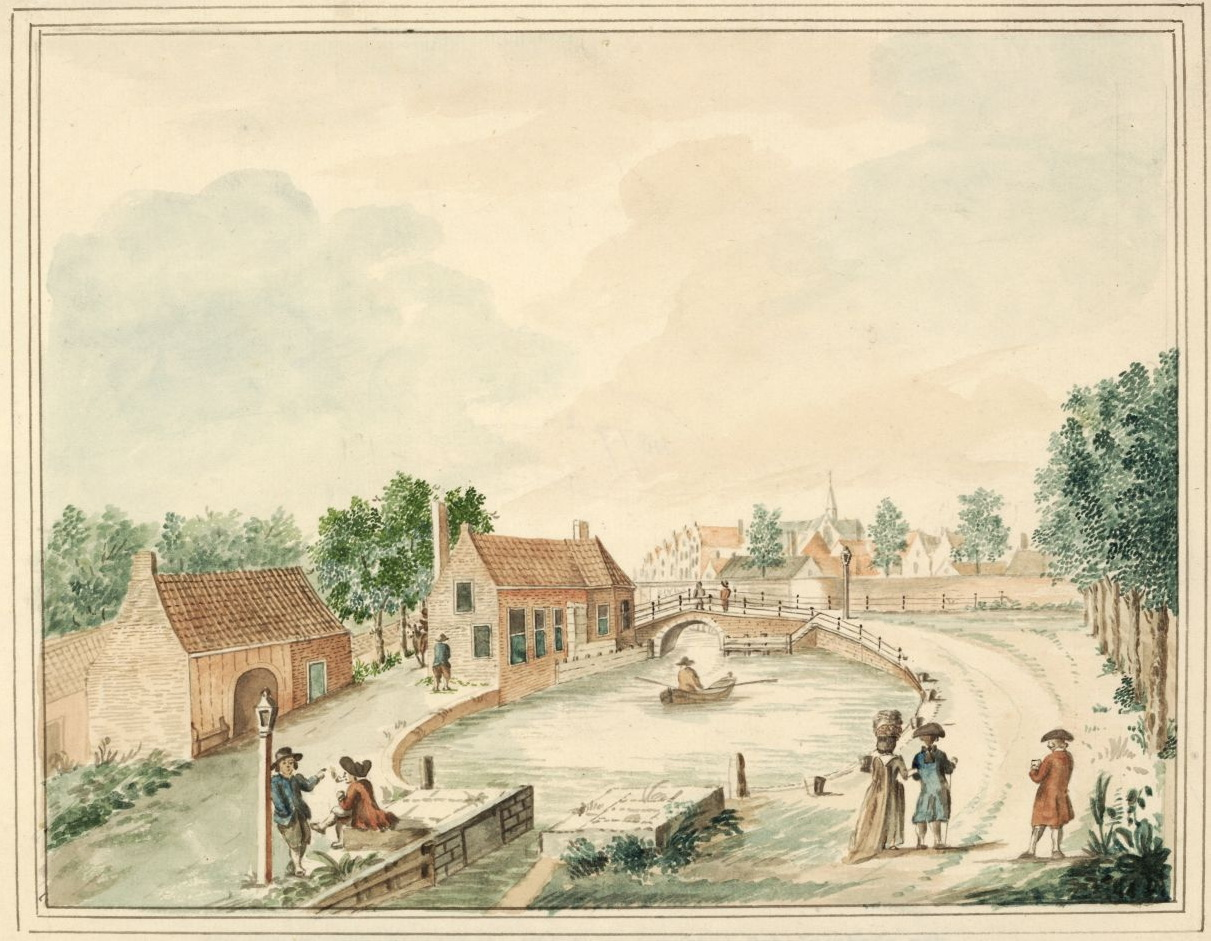
Rechts de Schelpenkade in 1778

De Schelpenkade is een straat in de Tuinstadwijk van de Nederlandse stad Leiden en is een van de beeldbepalende straten in het beschermd stadsgezicht Zuidelijke Schil.

## Tracé
De straat loopt langs de oostzijde van de Vliet, van de Witte Singel naar het zuidwesten, waar de Vliet overgaat in de Trekvliet. De straat langs de andere kant van de Vliet heet Jan van Goyenkade en beide straten worden verbonden door de Neksluisbrug aan de singel en de Jan van Goyenbrug tussen de Hugo de Grootstraat en de Stadhouderslaan. Aan de overzijde van de singel loopt de Vliet in noordelijke richting de binnenstad in.

## Geschiedenis
De Schelpenkade ontstond als jaagpad langs de Vliet, toentertijd nog geheel op het grondgebied van Zoeterwoude. Vliet en jaagpad vormden samen lange tijd de belangrijkste verbinding van Leiden met Zoeterwoude. Na annexatie door de stad Leiden van het gebied tussen Rapenburg en Witte Singel in 1386 nam de Herenstraat die rol over. De Schelpenkade verloor zijn functie als jaagpad in 1637, toen dit naar de andere kant van de Vliet werd verlegd.
Aan het eind van de negentiende eeuw vormde de Schelpenkade een van vier traditionele zuidelijke invalswegen van de binnenstad van Leiden, waarlangs en waartussen de stad zich langzaam uitbreidde.

### Naam
De straat werd omstreeks 1850 Schulppad of Schulpenpad genoemd, vermoedelijk naar het materiaal dat voor de verharding werd gebruikt. Na 1906 werd de naam Schelpenkade gehanteerd.

### Bebouwing
In de achttiende eeuw werden enkele uitspanningen aan de Schelpenkade gebouwd, waarvan nog een woonhuis (nr. 29) en de resten van een theekoepel (huis nr. 7) overeind staan.
De buitenplaats Buitenrust bevond zich tot 1906 ongeveer daar waar de Schelpenkade thans eindigt. Vanaf 1728 bezat uitgever Felix de Clopper er een speeltuin. Later werd die tuin onder meer met extra grond, een huis en een kolfbaan uitgebreid. In 1906 werd het huis afgebroken en het park in kavels verkocht, voor de bouw van huizen aan de Schelpenkade.
Vanaf 1911 was op nummer 6 de fabriek van gebreide goederen van Johan Parmentier gevestigd. De fabriek werd in 1962 naar Dokkum verplaatst.